# Erik Jørgensen Møbelfabrik
Erik Jørgensen Møbelfabrik eller blot Erik Jørgensen er en dansk møbelproducent. Selskabet har både sine egne designere og arbejder med eksterne designere. Virksomheden er opkaldt efter møbelarkitekten Erik Jørgensen, som grundlagde den i 1954.

## Historie
Erik Jørgensen grundlagde sit firme i et lille værksted i Svendborg i 1954. I løbet af få år havde det udviklet sig til et velrenommeret møbelpolstrings-selskab.

## Designere
- Foersom og Hiort-Lorenzen
- Louise Campbell
- Poul M. Volther
- Anne-Mette Jensen og Morten Ernst
- Niels Gammelgaard
- Hans Wegner
- David Lewis
- Erik Ole Jørgensen
- Jørgen Gammelgaard
- Tine Mouritsen og Mia Sinding
- Hannes Wettstein

## Møbler
- Ox chair (Wegner)
- Corona chair (Volther)
- In Duplo sofa (Jensen & Ernst)

## Priser
- Wallpaper Design Award (sofa kategori) for *'In Duplo sofa[2]